# Yougoslavie aux Jeux olympiques d'hiver de 1980
L'équipe olympique de Yougoslavie  a participé  aux Jeux olympiques d'hiver de 1980 à Lake Placid aux États-Unis. Elle prit part aux Jeux olympiques d'hiver pour la onzième fois de son histoire et son équipe formée de quinze athlètes ne remporta pas de médaille.